# Токуґава Ієміцу
Токуґа́ва Іємі́цу (яп. 徳川家光, とくがわいえみつ, МФА: [tokugawa iemʲit͡su̥]; 12 серпня 1604 — 8 червня 1651) — 3-й шьоґун шьоґунату Едо. Правив у 1623-1651 роках. Син Токуґави Хідетади, 2-го шьоґуна шьоґунату Едо.

## Життєпис

### Молоді роки
Токуґава Ієміцу народився 12 серпня 1604 в Західному дворі замку Едо провінції Мусаші. Він був другим сином Токуґави Хідетади, другого шьоґуна шьоґунату Едо. Матір'ю хлопця була Адзай Ґо, головна дружина Хідетади. Батьки майже не займалися вихованням сина і всю свою увагу приділяли Таданазі, молодшому брату Ієміцу. Позбавлений батьківської любові, майбутній шьоґун ріс під опікою своєї годівниці пані Касуґи, доньки Інаби Шіґемічі.
Через передчасну смерть Токуґави Наґамару, старшого брата Ієміцу, в роді шьоґунів Токуґава виникла проблема щодо спадкоємця, майбутнього шьоґуна. За традицією ним повинен був стати Ієміцу. Проте його батьки прагнули передати цей титул своєму улюбленцю Таданазі. Проблема вирішилася за втручання годувальниці Касуґи — вона звернулася зі скаргою до Токуґави Ієясу, патріарха роду і засновника шьоґунату. Той вирішив суперечку на користь старшого онука Ієміцу, який отримав дідове дитяче ім'я Такечійо й був проголошений офіційним спадкоємцем. Завдяки цьому хлопець протягом свого життя дуже шанував Ієясу й всіляко сприяв його возвеличуванню.
У 1620 році майбутній шьоґун пройшов церемонію повноліття, змінив дитяче ім'я на Ієміцу та отримав від Імператорського двору титул Тимчасового старшого державного радника.

### Сьоґун

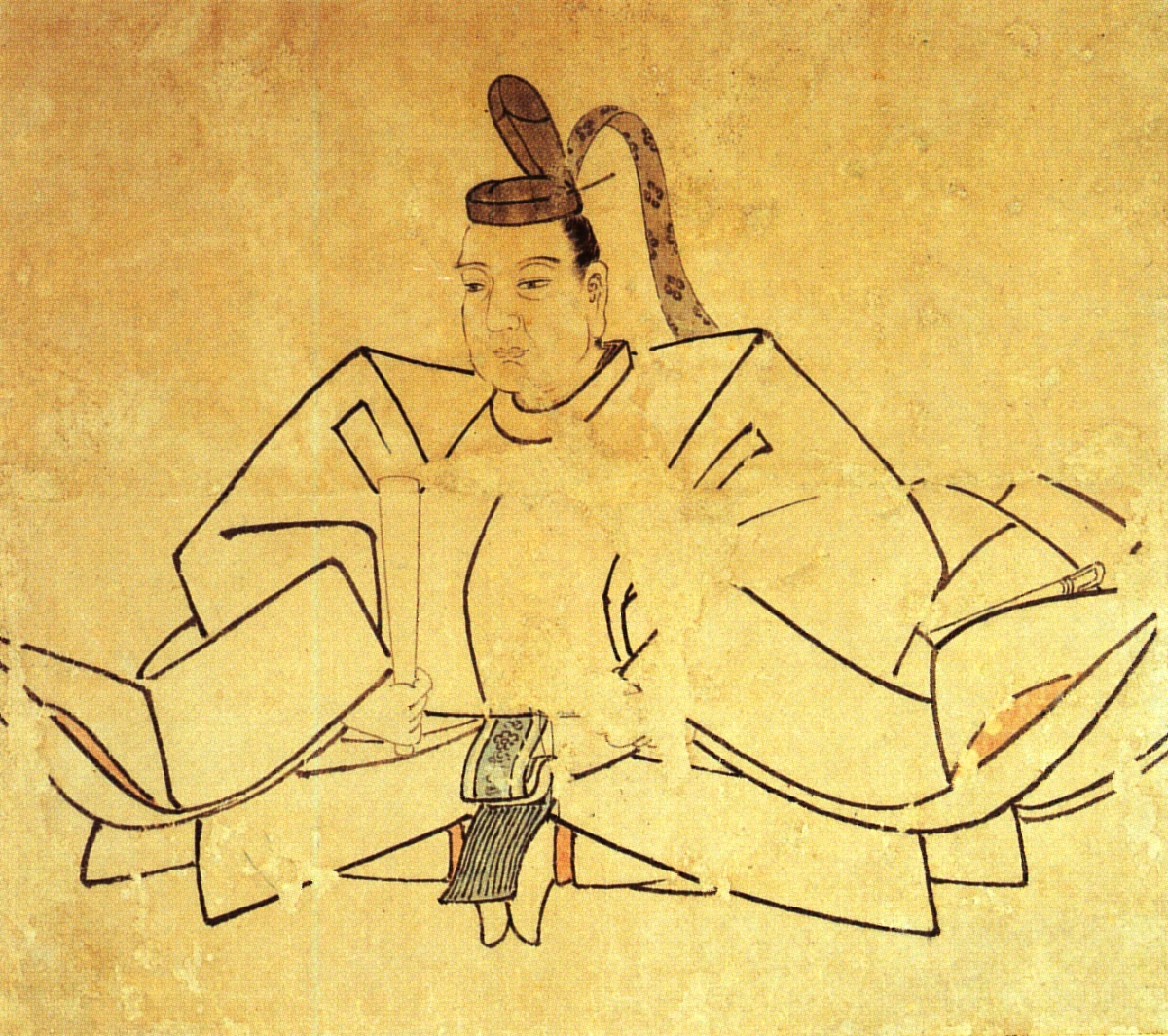
Токуґава Ієміцу.

23 серпня 1623 прибув до столиці Кіото разом із батьком Токуґавою Хідетадою. Останній передав сину свою посаду шьоґуна й титул голови роду Токуґава. Хоча Ієміцу став керманичем японського уряду, реальні важелі влади залишалися у його батька екс-шьоґуна. Новий шьоґун виконував лише формальні функції голови військового стану й займався вирішенням соціальних питань регіону Канто.
У 1625 одружився із Такацукасою Такако, донькою Імператорського радника Такацукаси Нобуфуси. Оскільки шлюб був бездітним, шьоґун утримував 8 додаткових наложниць. Від них він мав 5 синів та одну доньку.
1626 року Ієміцу вдруге прибув до столиці й отримав від Імператорського двору титул Лівого міністра й 1-й молодший чиновницький ранг.
14 березня 1632, у зв'язку зі смертю шьоґуна, Ієміцу став повноправним правителем Японії. Він амністував засуджених у справі бузкових ряс, звільнивши із заслання ченця Такуана Сохо з монастиря Дайтокуджі, а також вислав в усі провінції урядових ревізорів. Для ліквідації опозиції всередині роду Токуґава, Ієміцу конфіскував землі свого молодшого брата Токуґави Таданаґи, колишнього претендента на пост шьоґуна, й довів його до самогубства. Крім цього, для зменшення впливу міністрів-старійшин, які були опорою режиму його батька, правитель запровадив в 1634 році пост молодших старійшин, на які призначалися командири шьоґунської гвардії.
У 1634, на чолі 300 тисячного війська, Ієміцу втретє відвідав столицю й отримав пост Великого державного міністра. Він збільшив прибутки Імператорського двору та аристократичних домів за рахунок надання нових земель.
Протягом 1632-1636 проводив центалізаторський силовий курс, скерований на придушення політичних і економічних свобод регіональних володарів. Він конфіскував земельні володіння неблагонадійних, що в минулому мали зв'язки із небезпечним для шьоґунату родом Тойотомі. Найгучнішою конфіскацією стала справа Като Тадахіро, сина регіонального володаря Като Кійомаси, який був вигнаний з Кумамотського замку за «недолуге управління».
У 1633 року Ієміцу вніс поправки до Указу про військову повинність, а в 1635 зробив жорсткішими «Закони для військових домів». Він також запровадив систему періодичних відряджень для регіональних володарів, що мусили проводити рік у шьоґунській ставці. З 1634 більшість володарів були зайняті на будівельних роботах у замку Едо, виснажуючи скарбниці своїх регіональних уділів.
Оночасно з цим, у 1634-1635 провів розподіл повноважень і обов'язків управлінців сьоґунату, що мали статус нижче старійшин родзю. Була впроваджена система місячних змін для декількох управлінців вищої і середньої ланки. Усі рішення в центральному уряді мусили прийматися колегіально. Були створені правила для подання судових позовів і правила роботи шьоґунських нарад.
За правління Ієміцу остаточної форми набув режим ізоляції Японії від Заходу. Сповідування християнства було заборонено під страхом смерті. Від 1633 японці, що проживали закордоном, були позбавлені можливості повертатися на батьківщину. Двома роками поспіль усі мешканці Японії опинилися під залізною завісою, без права вирушати за кордон. У 1639 році, після розриву дипломатичних відносин з Португалією, він заборонив європейцям прибувати до Японії; виняток становили лише голландці, які з 1641 року мали свою торгову факторію на штучному острові-резервації Деджіма. Для управління релігійними справами та переслідування підпільних християн було створено адміністрацію управителя храмів.

### Останні роки

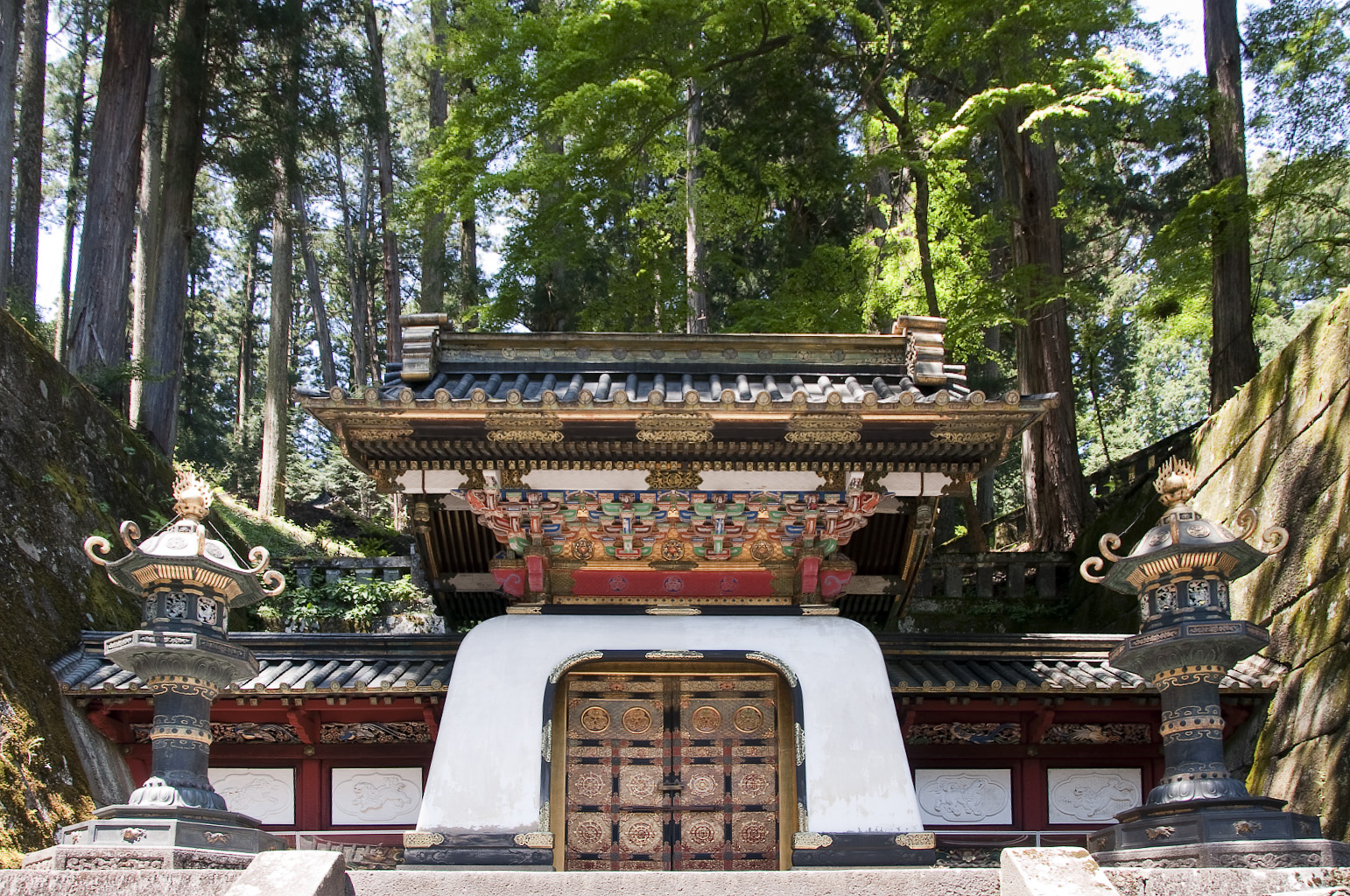
Мавзолей Тайю — гробниця Ієміцу.

Централізаторські реформи Ієміцу перетворили шьоґунат Едо на потужний адміністративний апарат, однак силові методи впровадження реформ спричинили широке невдоволення. Повинності накладені центральним урядом на регіональних володарів були важким тягарем для населення уділів, насамперед селян і військових.
У 1637 на заході Японії спалахнуло Шімабарське повстання, після якого країну спіткали стихійні лиха та великий голод 1641-1642. У зв'язку з цим він поступово перейшов до поміркованих реформ з метою налагодити стосунки з місцевими володарями. Уряд припинив вилучення земель і зменшив податки. Для відновлення життя села шьоґун видав Указ 1649 року, яким наказував культивувати в селі працьовитість, старанність, заощадливість і багатодітність. Розкоші та погані звички, на зразок тютюнопаління, заборонялися.
Помер 8 червня 1651 в Головному дворі замку Едо у віці 48 років. За заповітом, його поховали на території синтоїського Святилища Футарасан в місті Нікко провінції Шімоцуке, біля храму Небесного моря, поруч із мавзолеєм його діда. Покійоному надали ім'я Його високість пан Тайю, а його могила отримала назву Ніккоського мавзолею Тайю.
З правлінням Ієміцу пов'язане остаточне становлення політично-соціальної системи Японії XVII-XIX століть. Однак сам шьоґун не грав провідної ролі у її розбудові. Він часто хворів, а протягом 1637-1638 взагалі не з'являвся на нарадах і публічних заходах. За відсутності шьоґуна країною керувала Рада трьох старійшин — Мацудайри Нобуцуна, Хотти Масанорі та Абе Тадаакі. Вона змогла вивести країну з внутрішньополітичної і господарчої кризи 1637—1642, а також виявилася ефективною після смерті Ієміцу, коли керувала державними справами від імені 11-річного шьоґуна Токуґави Ієцуни.
Був людиною активною, любив соколині полювання та бойові мистецтва. Але як шьоґун він не мав тих управлінських якостей, якими володіли його дід і батько. Він перебував на вершині урядової піраміди, але не контролював її повністю. Свідченням тому є численні тогочасні перекази про «видатного правителя» Ієміцу, який постійно стримує свої бажання й прагнення, вислуховує зауваження підлеглих і керує країною згідно з їхніми порадами. Припускають, що хворобливість і дидактичний тиск оточення мали негативний вплив на психіку Ієміцу. Єдиною розрадою правителя була його годувальниця пані Касуґа, довірений слуга Сакаї Тадакацу та звільнений ним чернець Такуан Сохо.